# Люткевич, Александр Евгеньевич
Алекса́ндр Евге́ньевич Лютке́вич (род. 15 апреля 1960, Одесса) — советский и российский режиссёр-мультипликатор, художник-аниматор и художник-карикатурист. Известен как главный режиссёр популярного проекта «Незнайка на Луне» а также его сиквела в 1999 году и как режиссёр мультсериала «Лео и Тиг».

## Биография
Люткевич родился 15 апреля 1960 года в Одессе.
Александр Евгеньевич окончил Одесский политехнический институт в 1982 году а затем продолжительное время занимался карикатурой. Его первая карикатура была опубликована в 1987 году.
Люткевич окончил курсы художников-мультипликаторов в 1991 году при Московской анимационной студии «Пилот» под руководством Александра Татарского.
В 1993 году Александр Евгеньевич окончил Высшие режиссёрские курсы по специальности «Режиссёр анимационного кино», мастерская Фёдора Хитрука.
В 1997 Александр Евгеньевич выступил как режиссёр-постановщик мультипликационного фильма «Незнайка на Луне».
В 2005 году как режиссёр, сценарист и художник-аниматор создал мультфильм «Необыкновенные приключения Карика и Вали» по мотивам одноимённой книги советского писателя Яна Ларри.
С 2004 года Александр Евгеньевич Люткевич является генеральным директором организации ООО «Мультграфика», основным видом деятельности которой является производство кинофильмов, видеофильмов и телевизионных программ, а также ещё несколько направлений в этой области.
В 2017 Люткевич был удостоен III Национальной анимационной премии «Икар» в номинации «Стартап» в рамках 22-го Открытого российского фестиваля анимационного кино в Суздале за срежиссированую им серию для мультсериала «Лео и Тиг» в 2016 году.

## Фильмография

### Работа в мультипликации
| Год         | Фильм                                    | Режиссёр  | Художник-аниматор | Сценарист |
| ----------- | ---------------------------------------- | --------- | ----------------- | --------- |
| 1997        | Незнайка на Луне                         | зелёная ✓ | —                 | —         |
| 1999        | Незнайка на Луне 2                       | зелёная ✓ | —                 | —         |
| 2005 сериал | Необыкновенные приключения Карика и Вали | зелёная ✓ | зелёная ✓         | зелёная ✓ |
| 2013—2016   | Алиса знает, что делать!                 | зелёная ✓ | зелёная ✓         | —         |
| 2015        | Алиса знает, что делать! Зелёная месть   | —         | —                 | —         |
| 2016—н.в.   | Лео и Тиг                                | зелёная ✓ | —                 | —         |
| 2016 сериал | Лео и Тиг. Детские песни                 | зелёная ✓ | —                 | —         |
| 2016—н.в.   | Лео и Тиг. Волшебные песни               | зелёная ✓ | —                 | —         |

### Режиссёр документального кино
- 2011 — Дёжкин (документальный фильм о Борисе Петровиче Дёжкине)

## Награды и премии
- 8 апреля 2017 — III Национальной анимационной премии «Икар» в номинации «Стартап» в рамках 22-го Открытого российского фестиваля анимационного кино в Суздале[3]
- 2 сентября 2021 — Лауреат VII Национальной анимационной премии «Икар»[4]